# Umgestaltung von Paris während des Zweiten Kaiserreichs

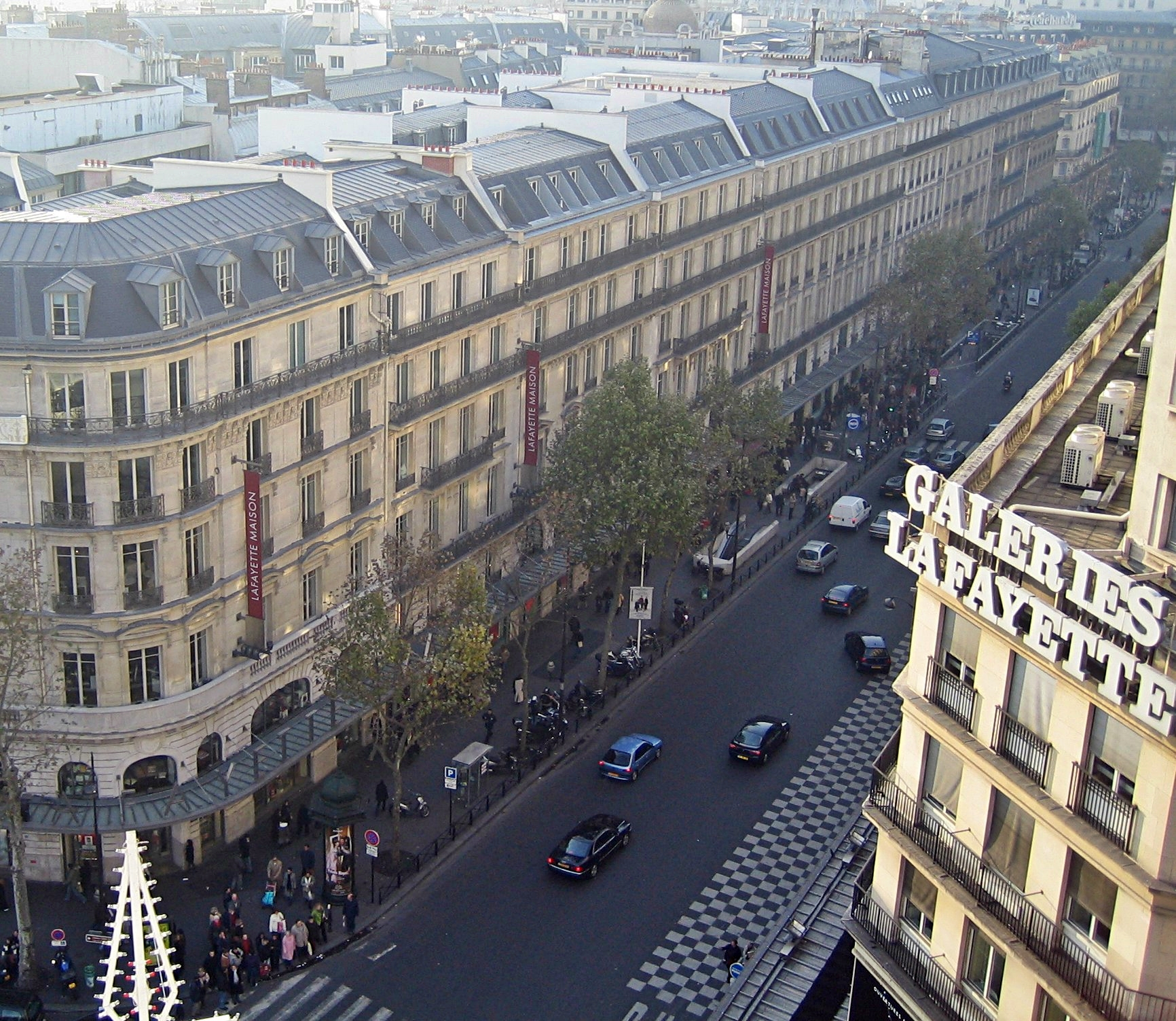
Der Boulevard Haussmann

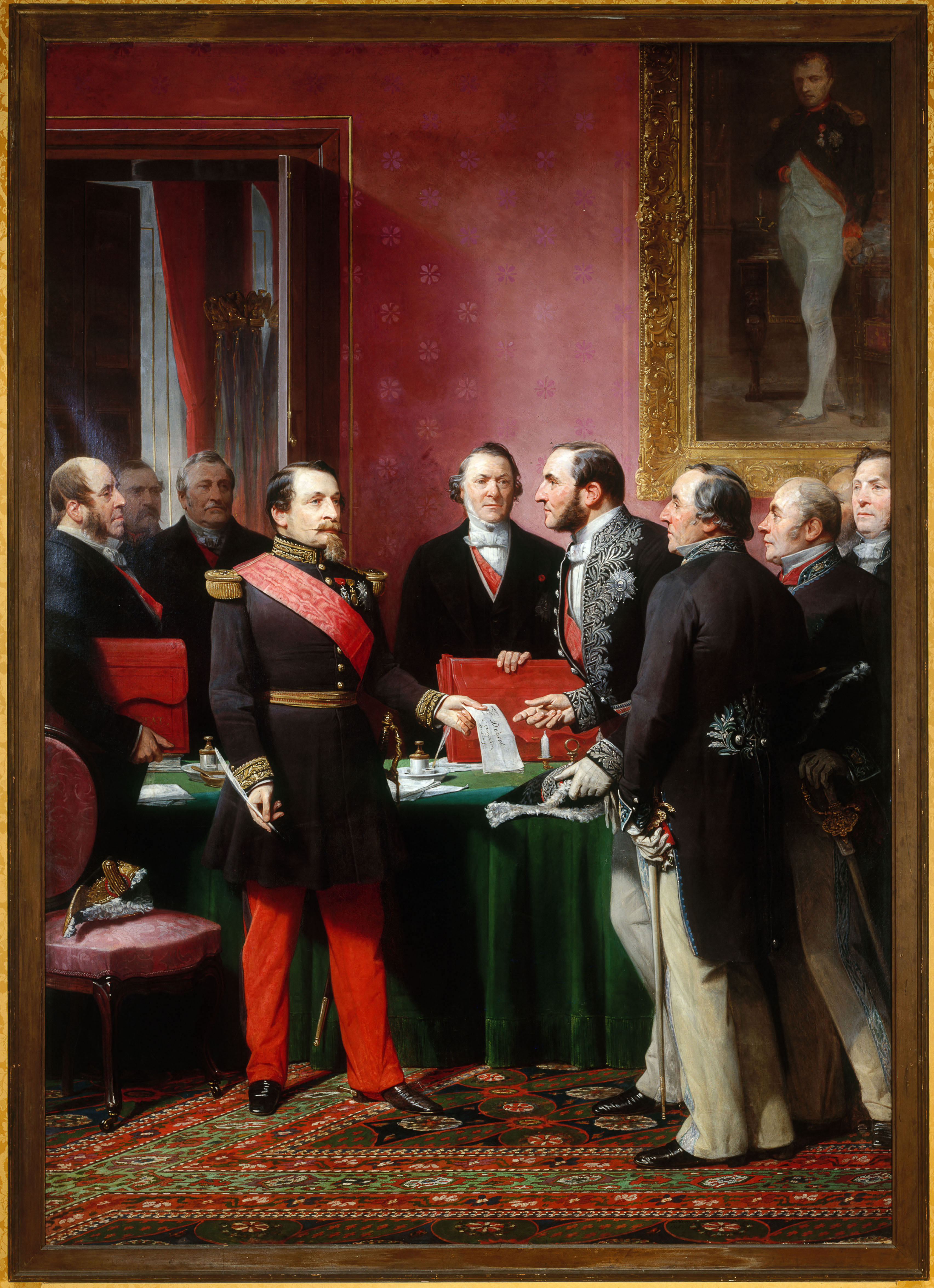
Napoleon III. überreicht Baron Haussmann das Dekret über die Eingemeindung der Vororte Auteuil, Passy, Batignolles, Montmartre, La Chapelle, La Villette, Belleville, Charonne, Bercy, Vaugirard, et Grenelle. Gemälde von Adolphe Yvon (1860)

Die Umgestaltung von Paris während des Zweiten Kaiserreichs oder travaux haussmanniens sind großflächige Bau- und Modernisierungsarbeiten im Paris des Zweiten Kaiserreichs von 1853 bis 1870. Sie geschahen auf Wunsch Napoleon III. und unter der Ägide des Präfekten des Seine-Departements, Georges-Eugène Haussmann.
Das Projekt erstreckte sich auf alle Gebiete des Städtebaus und der Stadtentwicklung, im Herzen von Paris ebenso wie in den äußeren Vierteln: Straßen, Boulevards und Avenues, Regulierung der Hausfassaden, Grünflächen, Stadtmöbel, Kanalisation und Wasserversorgungsnetz, öffentliche Denkmäler, Stadtgrenzen einschließlich der Eingemeindung der Vororte mit dem Effekt der Vergrößerung von Paris von 12 auf 20 Arrondissements. Die Arbeiten führten zu einer erheblichen Veränderung der Stadt Paris.
Heftig kritisiert von einigen Zeitgenossen wegen der immensen Kosten und der Veränderungen im sozialen Gefüge (aus der Sicht der einen zu stark, aus der der anderen zu gering), im 20. Jahrhundert zum Teil in Vergessenheit geraten, durch die städtebaulichen Maßnahmen der Nachkriegszeit aber wieder in ein positiveres Licht gerückt, prägt das Werk das Leben der Einwohner nachhaltig. Es legte den Grundstein für das Bild der französischen Hauptstadt in der Welt, indem es das mittelalterliche Paris mit seinen pittoresken Gassen überformte und in ein modernes Paris mit breiten Boulevards und offenen Plätzen transformierte.

## 1853: Der Kaiser als Modernisierer

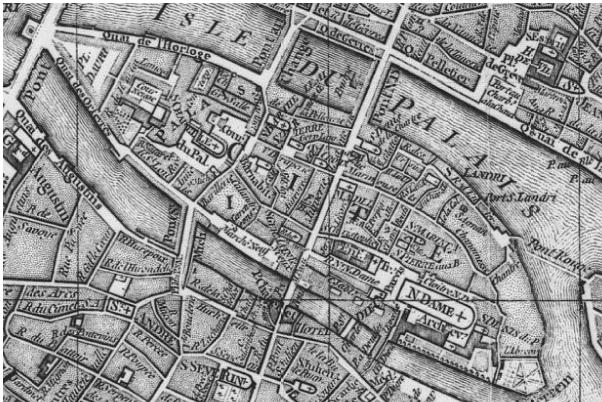
Die Ile de la Cité im mittelalterlichen Stadtgeflecht vor den Arbeiten Haussmanns (Plan von Vaugondy von 1771)

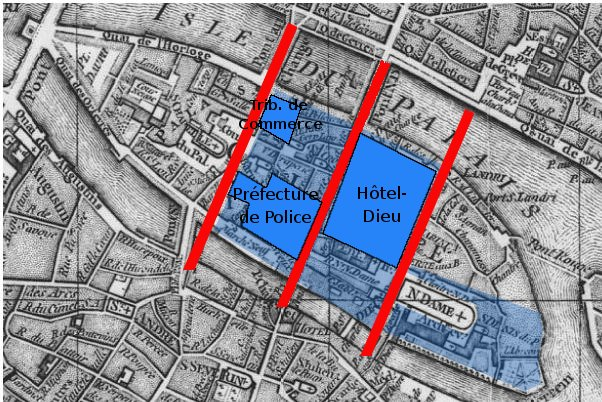
Die von den Arbeiten Haussmanns umgeformte Ile de la Cité: neue Transversalen (rot), öffentliche Plätze (hellblau) und Gebäude (dunkelblau)

Mitte des 19. Jahrhunderts war Paris entgegen verbreiteter Vorstellungen bereits keine mittelalterliche Stadt mehr. Es hatte sich stetig verändert, allerdings führte das Bevölkerungswachstum des 18. und frühen 19. Jahrhunderts zu einer bedeutenden Verdichtung der Viertel im Zentrum, also innerhalb der – zuletzt unter Ludwig XIII. veränderten – Stadtmauer Karls V. In den Häusern lebte eine immer zahlreichere arme Bevölkerung in schlechten hygienischen Verhältnissen. Nach den Vorstellungen der Epoche verhinderten die Enge der Straßen und die Höhe der Häuser eine ausreichende Luftzirkulation und führten zur Ausbreitung von Miasmen. Die wohlhabenderen Bevölkerungsschichten versuchten zunehmend diese Viertel zu verlassen und sich in den Vororten im Norden und Westen anzusiedeln. Diesen politisch gefährlichen Prozess der Verarmung sollten die großen Arbeiten des 19. Jahrhunderts aufhalten.

### Frühere Modernisierungsbestrebungen
Bereits 1608 hatte Heinrich IV. vom Pont Neuf zum Tor von Buci in der Stadtmauer von Philippe-Auguste eine Trasse schaffen lassen sowie im Vorort Saint-Germain die Rue Dauphine. Wenngleich nicht in allen Teilen öffentlich, war die Rue Dauphine die erste gerade und moderne Straße in Paris.
Im 17. Jahrhundert ließ der König in der Peripherie der Stadt Avenuen anlegen, von denen allerdings nur die 1689 eröffnete Rue du Roule, die den Pont Neuf mit den Markthallen verbindet, einen wirklichen städtebaulichen Durchbruch darstellt. Bereits zu Beginn des 18. Jahrhunderts wurden solche städtebaulichen Durchbrüche im Zentrum von Paris als Notwendigkeit angesehen, ebenso die Befestigung der Seine-Ufer, der Abriss der Häuser auf den Brücken zur Verbesserung des Verkehrsflusses, der Hygiene und der Kontrolle des öffentlichen Raumes. Während der Französischen Revolution erstellte die „Commission des artistes“ eine Karte, die weitere städtebauliche Durchbrüche vorschlug. Eine Straße sollte in gerader Linie die Place de la Nation mit dem Louvre verbinden. Sie nahm die spätere Ost-West-Achse vorweg und zeigt ein Bestreben, die öffentlichen Bauwerke stärker hervorzuheben.
Auf verstaatlichtem Kirchengrund ließ Napoleon entlang der Tuilerien den Bau einer Prachtstraße beginnen, 1807 wurden die ersten Arkaden der Rue de Rivoli errichtet, deren Verlängerung bis zum Hôtel-de-Ville in der Zeit der Zweiten Republik voranschritt und am Beginn des Zweiten Kaiserreichs vollendet wurde. Diese Achse, der zahlreiche Häuser geopfert wurden, war für den Verkehr eine effizientere Verbesserung, als es die des Plans der Commission des Artistes hätte sein können. Für ihre Schaffung griff man auf ein altes rechtliches Instrument zurück, die servitude d’alignement, die Eigentümer von verfallenen Häusern dazu verpflichtete, Neubauten auf die behördlich festgelegte Fluchtlinie zurückzusetzen, was jedoch ein sehr langsam wirkendes Instrument zur Verbreiterung des öffentlichen Straßenraums war.
Ebenfalls 1807 ordnete Napoleon den Durchbruch der Rue d’Ulm an, die von der Kirche Sainte-Geneviève (heute das Pantheon) zur Rue des Feuillantines hinter dem Krankenhaus Val-de-Grâce führt. Es ist das erste Straßenprojekt, für das Enteignungen durchgeführt wurden.
Im Lauf des Jahres 1830 konstatierte der Präfekt Rambuteau hinsichtlich der Schwierigkeiten bei Verkehr und Hygiene in den überbevölkerten alten Stadtvierteln, man müsse den Parisern Wasser, Luft und Schatten geben. 1836 wurde die später nach ihm benannte Straße im Zentrum von Paris zwischen der Rue des Francs-Bourgeois und der Kirche Saint-Eustache durchgebrochen. Die Revolten der Pariser Bevölkerung beunruhigten die selbst aus der Julirevolution hervorgegangene Regierung, sodass Rambuteau ein städtebauliches Projekt umsetzte, das zahlreiche Abrisse mit sich brachte: die Vergrößerung des freien Bereichs rund um das Hôtel-de-Ville. Die Möglichkeiten der Verwaltung blieben durch die Enteignungsregeln jedoch beschränkt. Das Gesetz vom 3. Mai 1841 modifizierte sie etwas, verteidigte aber weiter die Rechte der Eigentümer, die weiterhin großzügig entschädigt wurden.
Zu Beginn des Zweiten Kaiserreichs wurden neue Regeln eingeführt, die zusammen mit dem Enteignungsgesetz von 1841 die Basis für die städtebaulichen Projekte des neuen Seine-Präfekten bildeten. 1834 hatte der Sozialreformer Victor Considérant geschrieben, Paris sei eine immense Verwesungswerkstatt, wo Armut, Pest und Krankheiten zusammenwirkten und wo kaum Luft und Sonne hereinkäme. Paris sei ein schlechter Ort, wo die Pflanzen stürben und von sieben Kindern sechs im Lauf ihres ersten Lebensjahres. Die Bevölkerungsdichte war extrem. 1840 beschrieb ein Arzt ein Wohnhaus auf der Ile de la Cité, wo in einem Zimmer von 5 Quadratmetern 23 Personen, Erwachsene und Kinder, hausten. Unter diesen Bedingungen breiteten sich Krankheiten schnell aus. Zwei Choleraepidemien suchten die Stadt 1832 und 1848 heim.

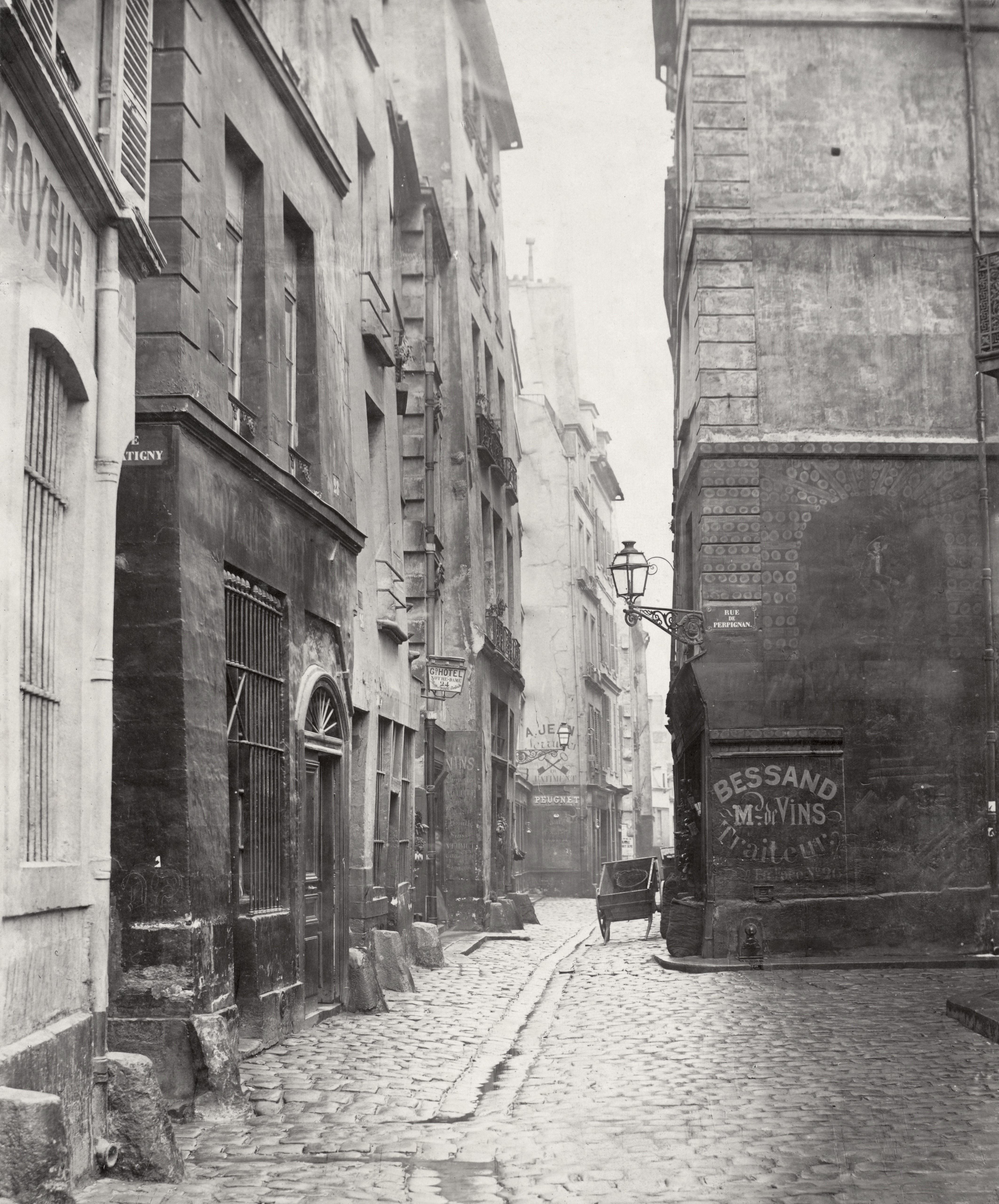
Die Rue des Marmousets, eine dunkle Gasse auf der Ile de la Cité, in den 1850er Jahren in der Nähe des Hôtel-Dieu.
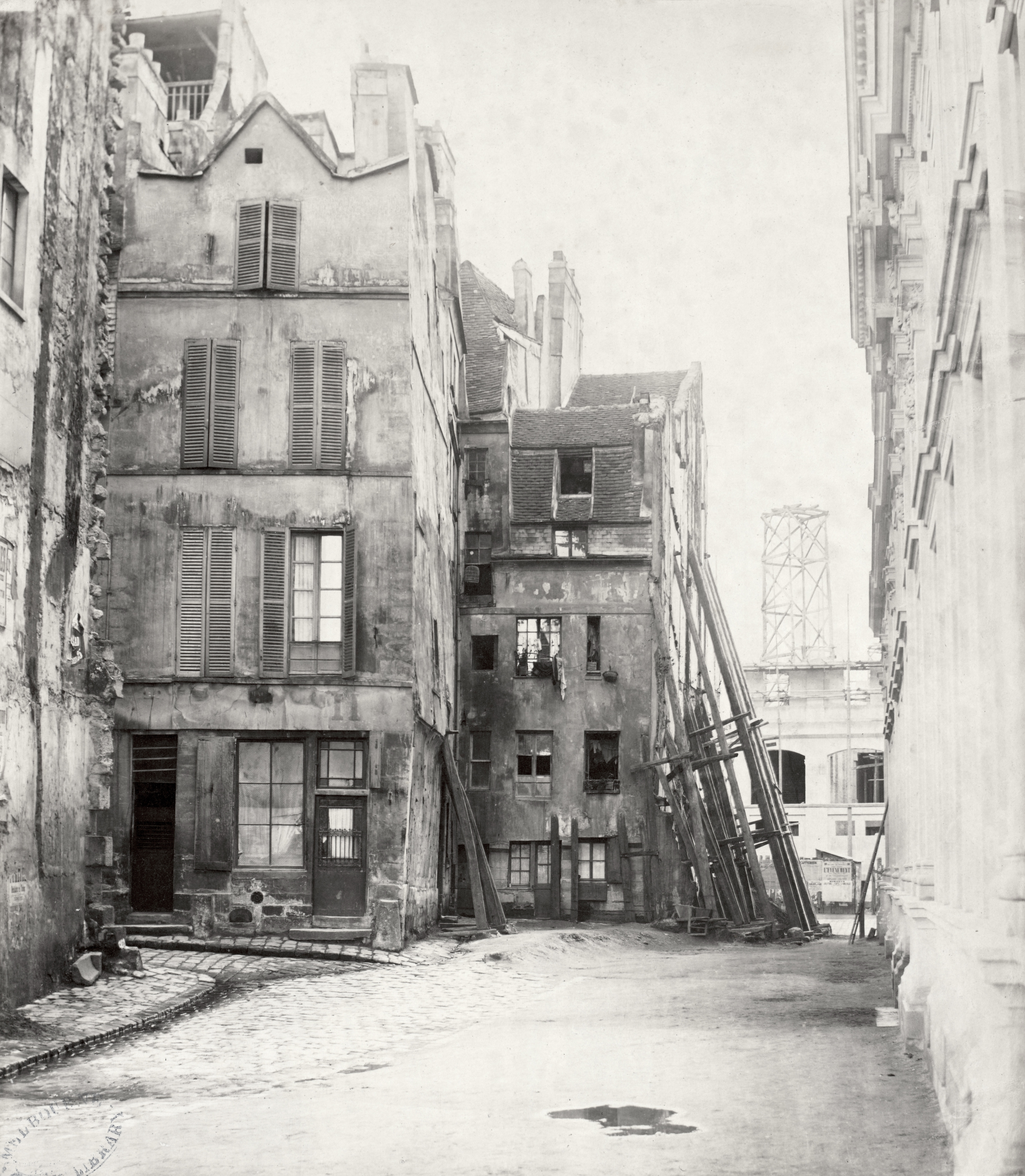
Die Rue du Marché-aux-Fleurs auf der Ile de la Cité, heute Place Louis-Lépine.
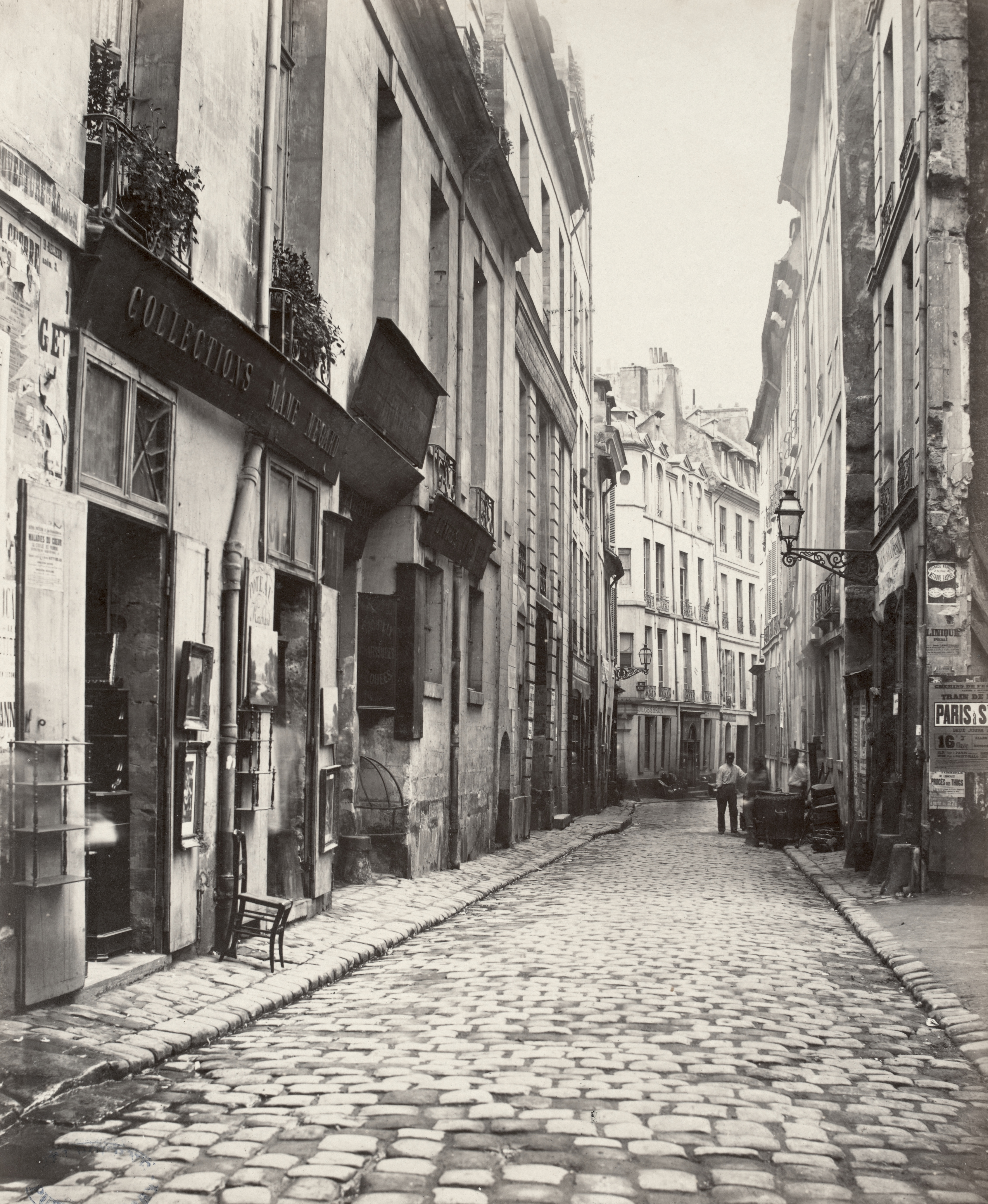
Die Rue du Jardinet auf der linken Seine-Seite. Die Häuser ließ Haussmann für den Boulevard Saint-Germain abreißen.
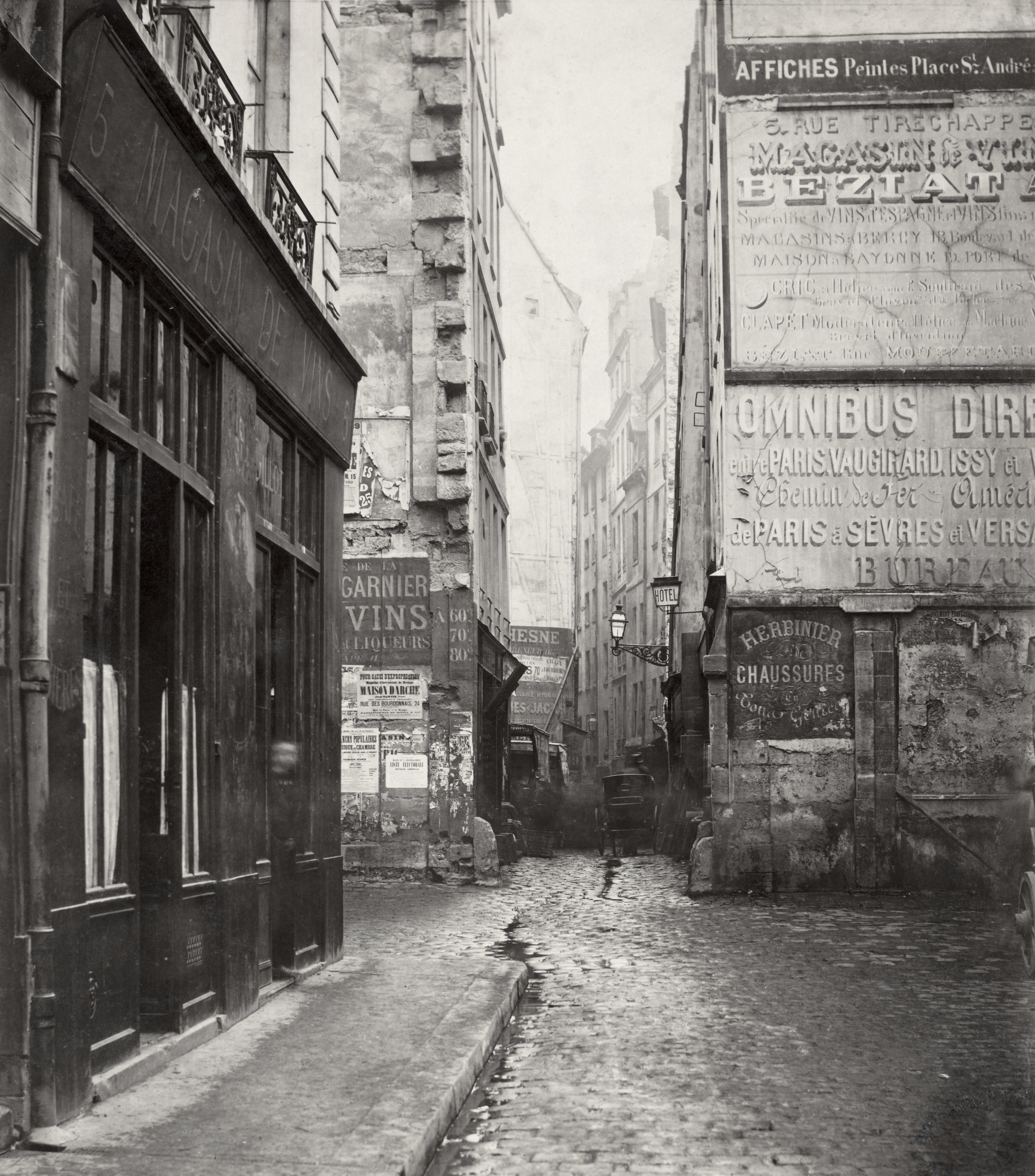
Die Rue Tirechamp im alten Arcis-Viertel. Sie verschwand für die Erweiterung der Rue de Rivoli.

### Louis-Napoléon Bonaparte
Nachdem er bereits seit 1848 Präsident der Republik war, wurde Napoleons Neffe Louis-Napoleon Bonaparte am 2. Dezember 1852 infolge des Staatsstreichs des Vorjahrs als Napoleon III. Kaiser. Die Modernisierung von Paris war ihm ein zentrales Anliegen.
Von 1846 bis 1848 hatte er in London gelebt, dort eine Hauptstadt mit großen Parks erlebt und ein von der Industriellen Revolution geprägtes Land. Er griff die Ideen Rambuteaus auf. Der sozialen Frage stand er aufgeschlossen gegenüber und wollte die Wohnbedingungen der armen Bevölkerungsschichten verbessern. Vor den Eingemeindungen hatte Paris 1860 eine mittlere Bevölkerungsdichte von 36.400 Einwohnern pro Quadratkilometer erreicht, während die Bevölkerungsdichte des Viertels Les Halles bereits zehn Jahre zuvor an die 100.000 Einwohner pro Quadratkilometer heranreichte. Louis-Napoléon initiierte 1851 den Bau der ersten 86 Sozialwohnungen von Paris im Viertel Rochechouart.

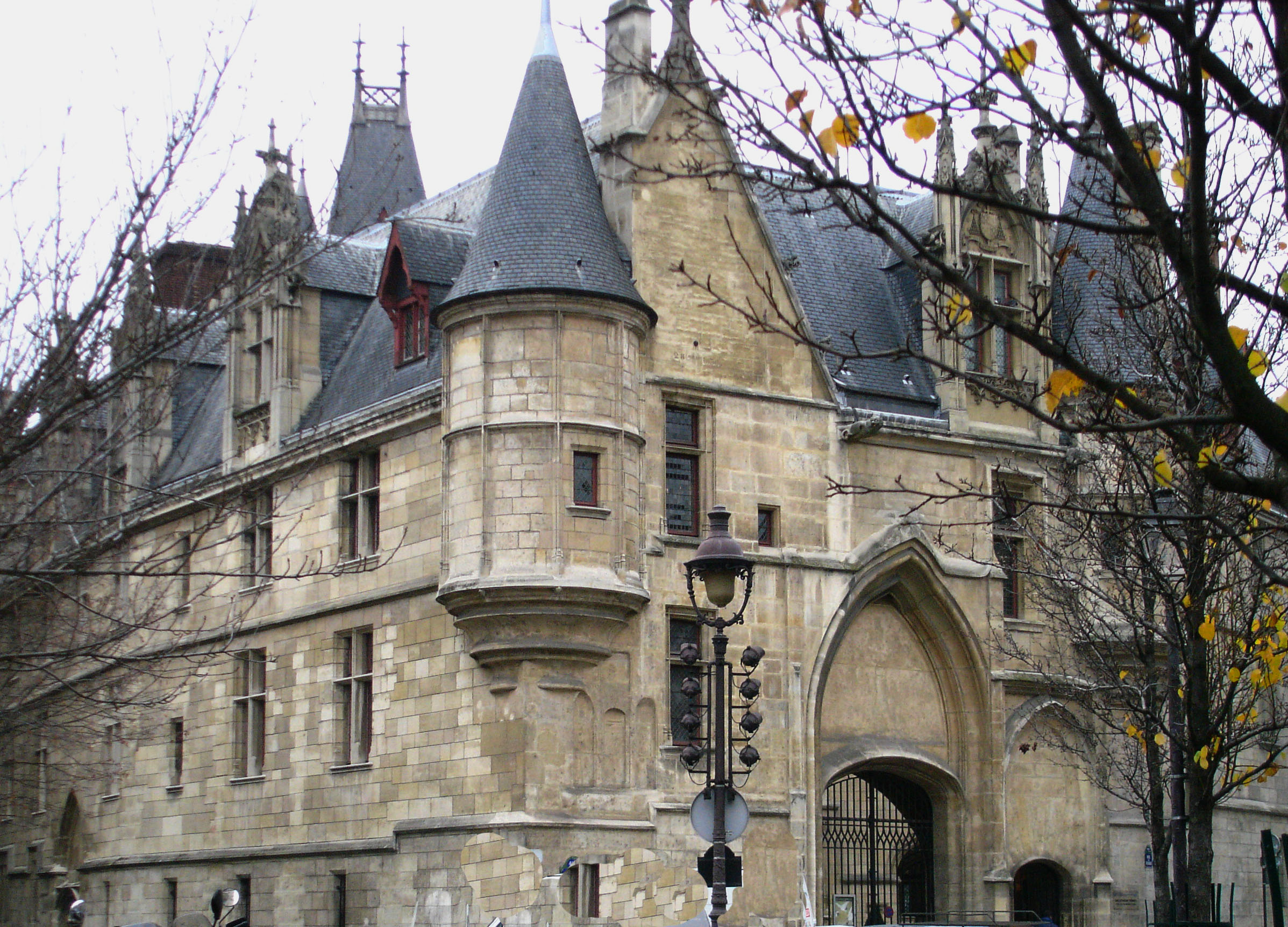
Le Marais (Hôtel de Sens), eines der wenigen von den Umbauarbeiten Haussmanns beinahe vollständig unberührten Viertel

Für seine städtebaulichen Ziele stand dem neuen Kaiser eine größere Durchsetzungsmacht zur Verfügung als seinen Vorgängern. Den Architekten für seine Pläne fand er in Georges Eugène Haussmann, den er im Juni 1853 zum Seine-Präfekten ernannte, um die Stadt zu belüften, zu vereinheitlichen und zu verschönern.
Die beiden Männer bildeten ein effizientes Tandem. Der Kaiser unterstützte Haussmann gegen seine Gegner bis 1870. Haussmann hingegen legte eine unbedingte Loyalität an den Tag, trieb dabei aber auch seine eigenen Ideen wie den Boulevard Saint-Germain voran.
Am städtebaulichen Umbau von Paris war neben Haussmann eine ganze Reihe von Akteuren beteiligt. Innenminister Victor de Persigny hatte Napoleon III. auf Haussmann aufmerksam gemacht und bewerkstelligte gemeinsam mit den Gebrüdern Pereire die Finanzierung des Projekts. Der Ingenieur Adolphe Alphand war mit dem Gartenkünstler Jean-Pierre Barillet-Deschamps der planende Kopf für die Parks und Pflanzungen. Eine zentrale Rolle bei der Planung spielte außerdem die Kartierung der Stadt, die von dem Architekten Deschamps geleitet wurde. Für die Einhaltung des Bebauungsplans spiele die Geometrie eine wichtigere Rolle als die Architektur im engeren Sinne, notierte Haussmann. Weitere beteiligte Architekten waren Victor Baltard bei den Markthallen, Théodore Ballu bei der Kirche Sainte-Trinité, Gabriel Davioud bei den Theatern am Platz von Châtelet, Jakob Ignaz Hittorff beim Nordbahnhof (Gare du Nord) und bei der Place de l’Étoile.

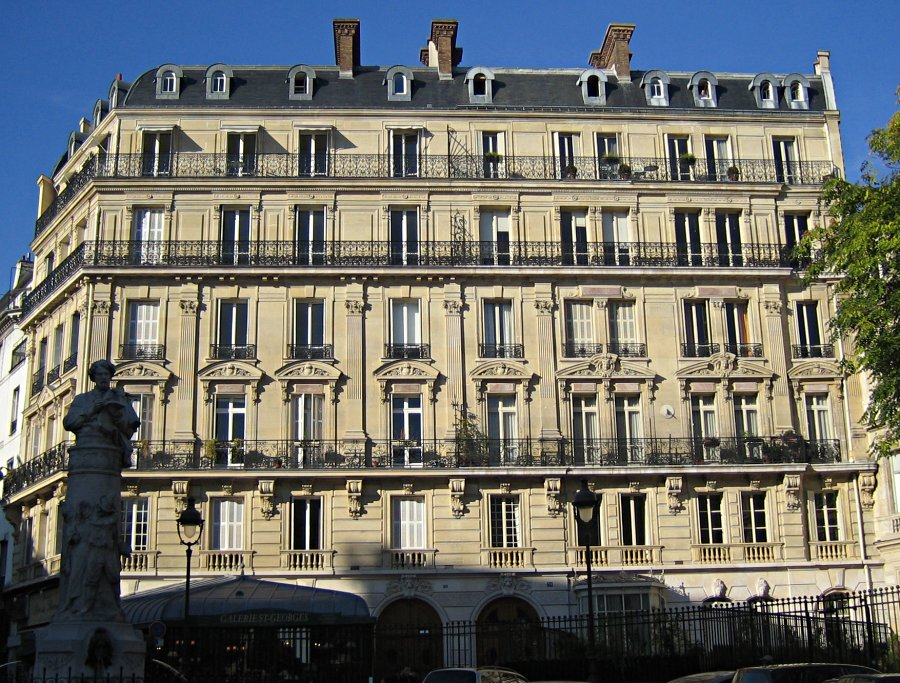
Place Saint-Georges

Napoleon III. setzte bei seinem Modernisierungsprojekt auf freiwillige private Investitionen, die die Gesellschaft verändern und die Armut mit abbauen sollten. Von der autoritär regierenden Staatsmacht wurden die Wohlhabenden zur kreditgestützten Finanzierung von Projekten animiert, von denen am Ende alle profitieren sollten. Dreh- und Angelpunkt war dabei das Bankenwesen, das sich in der Konsequenz stark entwickelte.

### Das Haussmann’sche System
Zunächst enteignete der Staat die Eigentümer der für die geplanten städtebaulichen Maßnahmen benötigten Grundstücke, riss hinderliche Gebäude ab und stellte neue Straßenachsen mit der kompletten Infrastruktur (Wasser, Gas, Kanalisation) her. Anders als Rambuteau nutzte Haussmann dabei massiv Kredite; er setzte 50 bis 80 Millionen Francs pro Jahr ein. Ab 1858 war die Caisse des travaux de Paris die wichtigste Finanzierungsinstitution des Projekts. Seine Kreditaufnahme refinanzierte der Staat so weit wie möglich durch den Verkauf von Parzellen an Investoren, die zum Bau neuer Wohnhäuser nach den Vorschriften des Bebauungsplans verpflichtet wurden. Durch die so ermöglichten Kreditaufnahmen stand für das Transformationsprojekt ein jährliches Budget zur Verfügung, das doppelt so groß war wie der städtische Haushalt von Paris.
Allerdings überstieg die Kreditaufnahme zunehmend die Refinanzierung. Die Caisse des travaux de Paris häufte bis 1870 Schulden in Höhe von 1,5 Milliarden Francs an und trug dazu bei, die Transformation zu diskreditieren. Jules Ferry wetterte 1867 gegen den Schuldenanstieg in einem Pamphlet: Les comptes fantastiques d'Haussmann.

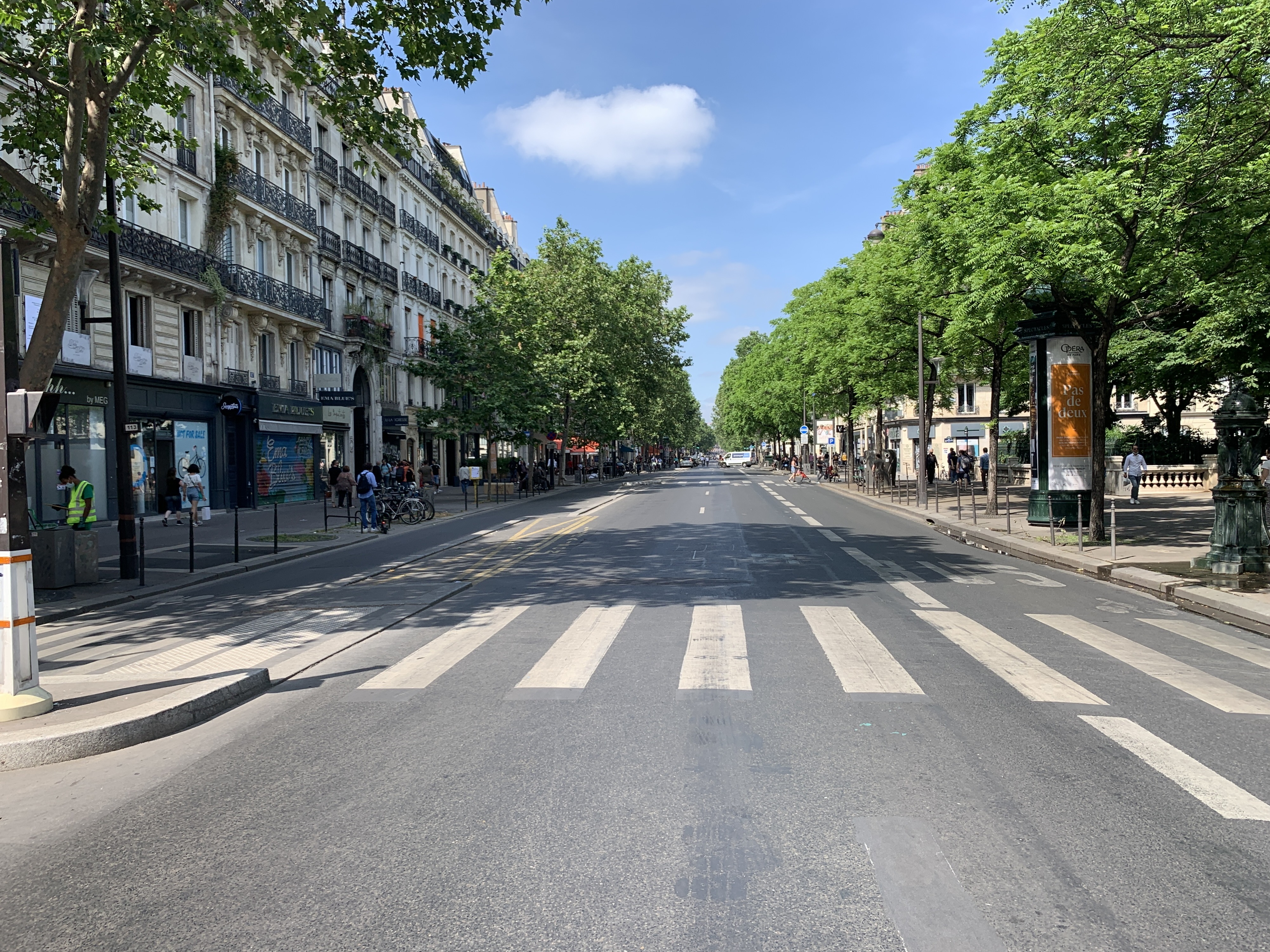
Der Boulevard de Sébastopol (eröffnet 1858)

Bei seinen Arbeiten konnte sich Haussmann auf einen Regulierungsrahmen stützen, der die Gleichförmigkeit der neuen städtebaulichen Achsen sichern sollte.
Mit dem Dekret über die Straßen von Paris vom 26. März 1852, das bereits ein Jahr vor der Ernennung Haussmanns erlassen worden war, waren die wesentlichen juristischen Instrumente hierfür geschaffen worden.

## Verlauf der Arbeiten

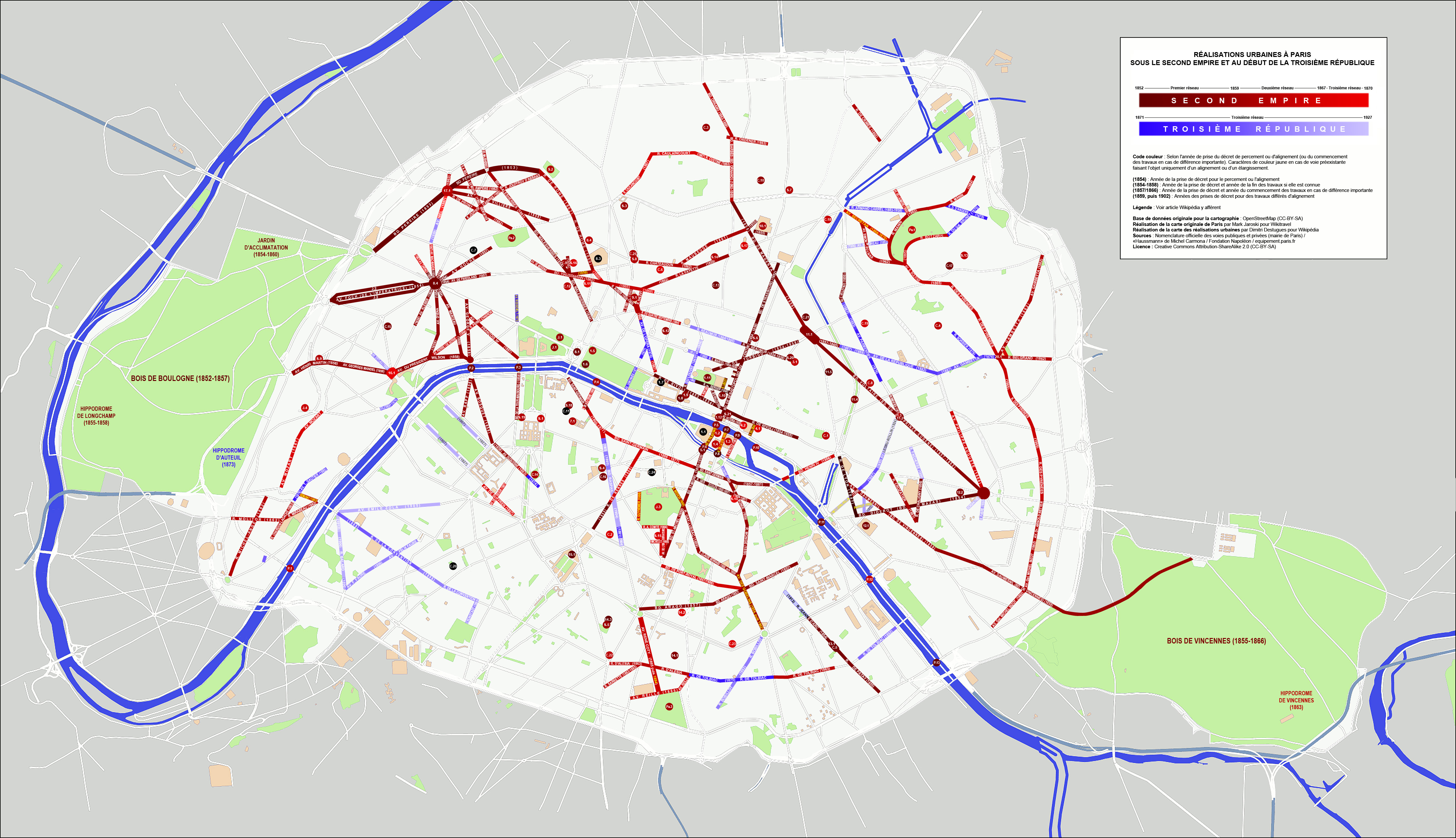
Die im Zweiten Kaiserreich und zu Beginn der Dritten Republik geschaffenen oder transformierten Hauptachsen

Die alten Arrondissements und die neue Stadtgrenze von Paris 1860.

Der Verlauf der Arbeiten spiegelt die Entwicklung des Kaiserreichs: zunächst autoritär gesteuert bis 1859, ab 1860 etwas flexibler. Man riss 20.000 Häuser ab und baute zwischen 1852 und 1870 über 40.000 neue. Im Rahmen der riesigen Maßnahmen werden ganze Hügel eingeebnet, so die Butte de Saint-Jacques-de-la Boucherie, ein Teil des Monceau Saint-Gervais für die Verlängerung der Rue de Rivoli, die Butte des Moulins und die Butte Saint-Roch für die Avenue de l’Opéra. Die Nivellierungsarbeiten griffen weit über die neuen Straßenachsen hinaus und zogen die Schaffung ganzer Viertel nach sich wie etwa das des Hôtel-de-Ville zwischen der Place du Châtelet und der Rue de Lobau. Einige der Arbeiten wurden in der Dritten Republik fortgesetzt.
Durch das Gesetz vom 16. Juni 1859 saugte Paris im Januar 1860 seine Vororte bis zu den Festungswerken auf, die unter Leitung von Adolphe Thiers 1844 erbaut worden waren (und ab 1919 abgebrochen wurden). Die nun geschaffenen 20 Arrondissements entsprachen weder in der Nummerierung noch im Zuschnitt den 12 alten.

### Ein Netz aus großen Straßendurchbrüchen
Als Rambuteau einen großen Straßendurchbruch im Zentrum geschaffen hatte, kam er den Parisern mit seinen 13 Metern breit vor. Im Vergleich zu den Haussmann’schen Achsen wirkt er schmal; diese haben Breiten von 20 bis 30 Metern, die Avenue Foch mit ihren Lateralalleen erreicht sogar eine Breite von 120 Metern. Bis heute bildet das Haussmann’sche Straßennetz das Rückgrat der Pariser Straßenstruktur.

### Die großen Nord-Süd- und Ost-West-Durchbrüche

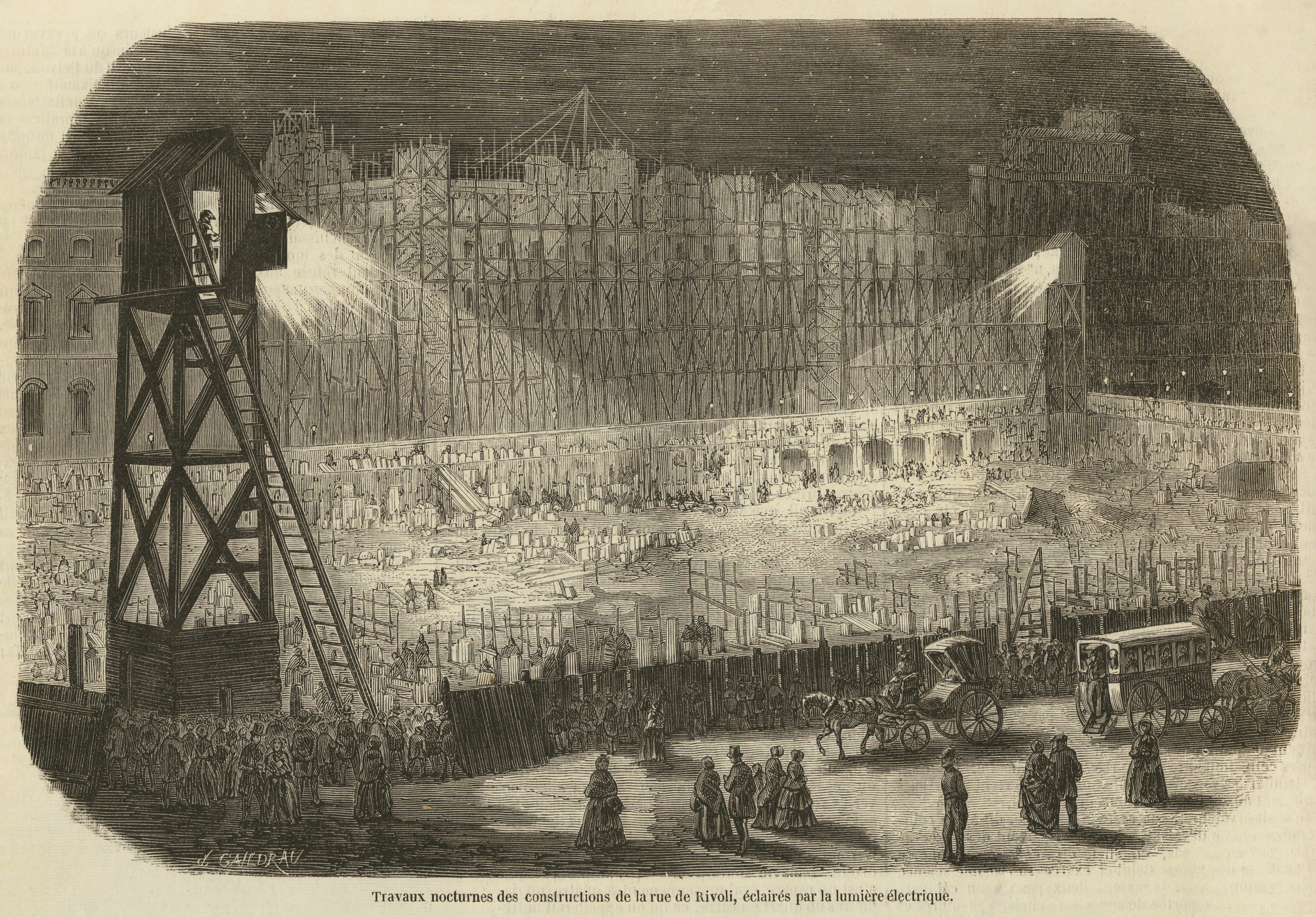
Nächtliche Arbeiten unter riesigen Gas-Baustrahlern an der Rue de Rivoli, L'Illustration, 1854

Die Zeit von 1854 bis 1858, die autoritärste Periode in der Regentschaft Napoleons III., nutzte Haussmann für den Durchbruch eines riesigen Straßenkreuzes im Zentrum.

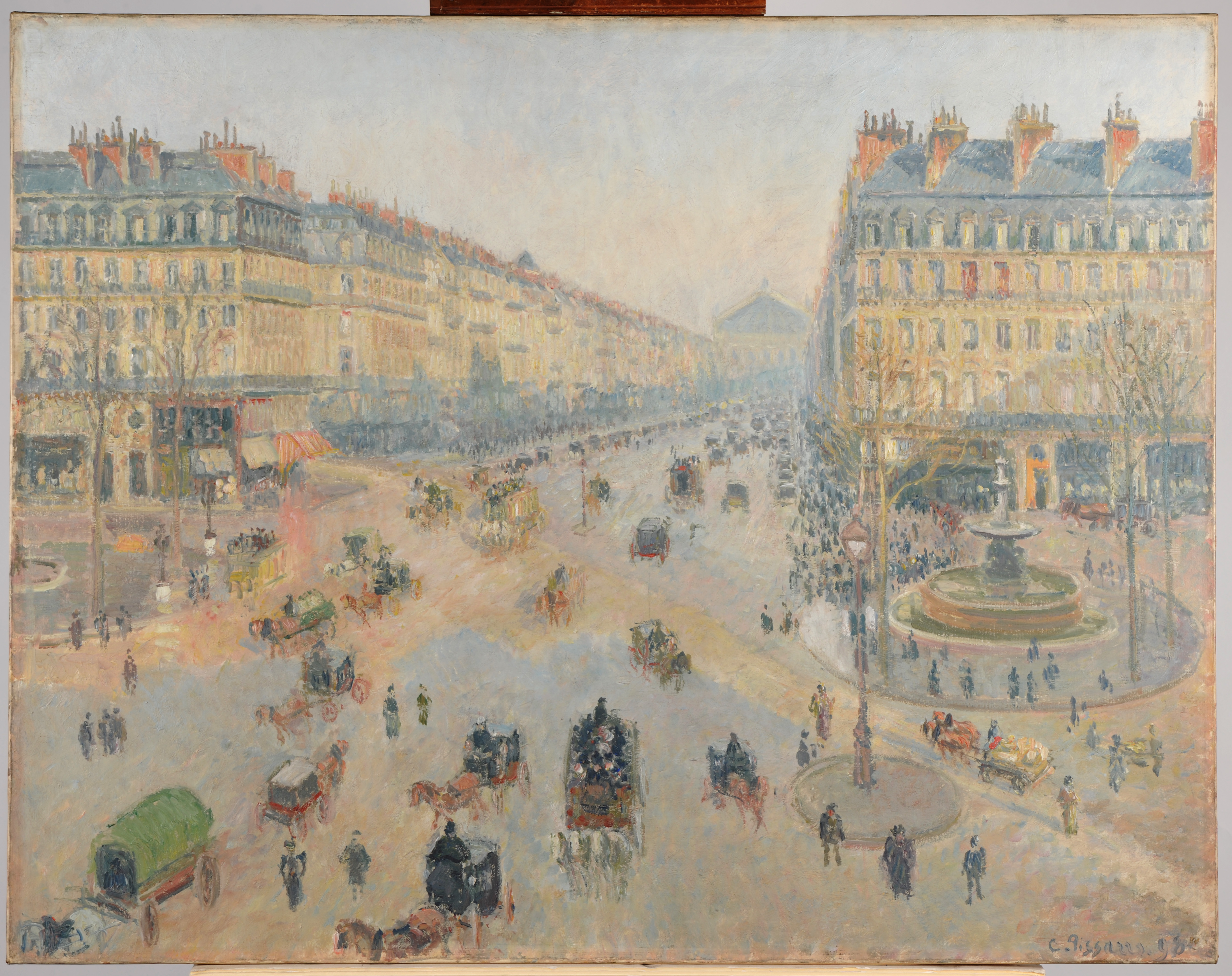
Die Avenue de l’Opéra auf einem Gemälde von Pissarro vom heutigen Hôtel du Louvre aus gesehen.

Die Schaffung der Nord-Süd-Achse vom Boulevard de Sébastopol zum Boulevard Saint-Michel ließen zahlreiche Gässchen und Sackgassen von der Karte verschwinden. Sie bildet eine große Kreuzung bei Châtelet mit der von Napoleon Bonaparte initiierten Rue de Rivoli, die im Zweiten Kaiserreich bis zur Rue Saint-Antoine verlängert wurde.
Auf dem linken Seine-Ufer begannen die Arbeiten bereits 1854. Der bereits vor Haussmanns Übernahme der Projektleitung projektierte Durchbruch der Rue des Écoles bis zur Rue des Fossés-Saint-Bernard führt zu einer besseren Anbindung des Quartier Latin.
Haussmann vervollständigte die große Achsenkreuzung mit einem ersten Kranz von Boulevards wie der Avenue de l’Opéra auf dem rechten Seine-Ufer oder der Rue de Rennes auf dem linken Seine-Ufer, die allerdings niemals ganz vollendet wurde. Auch die Avenue de l’Opéra wurde erst nach der Haussmann’schen Zeit 1879 vollendet.

### Das dritte Netz: Die äußeren Arrondissements

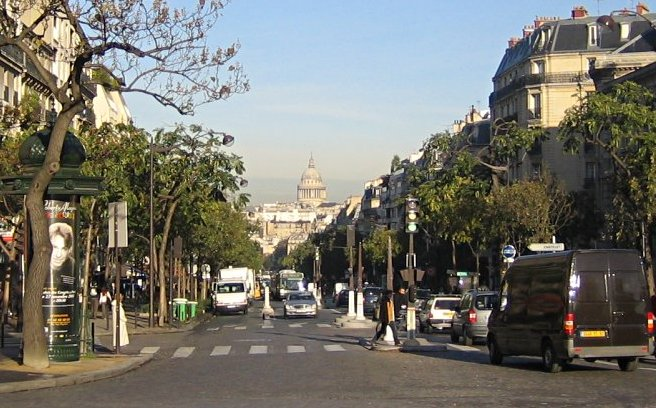
Die Avenue des Gobelins mit Blick auf das Panthéon

In den letzten Jahren seiner Amtszeit begann Haussmann mit Arbeiten in den Arrondissements, die aus den 1860 eingemeindeten Vororten entstanden waren. Er schuf eine lange geschwungene Straße, die das 19., 20. und 12. Arrondissement anband: die Rue de Puebla, Rue des Pyrénées und Avenue du Général-Michel-Bizot.
Einige der großen Achsen verbanden die großen Boulevards Ludwigs XIV. mit der Zollmauer. Die letzten Abschnitte des Boulevard Haussmann und die Rue La Fayette führen zu einer besseren Anbindung des Quartier de la Chaussée-d’Antin und des Viertels von Montmartre von den äußeren Arrondissements.
Für die linke Seine-Seite entstand die Idee einer weiteren Ost-West-Achse. Neben der von Napoleon III. gewünschten Rue des Écoles verfolgte Haussmann sein persönliches Projekt: den Boulevard Saint-Germain.

### Die Plätze der großen Straßenkreuzungen

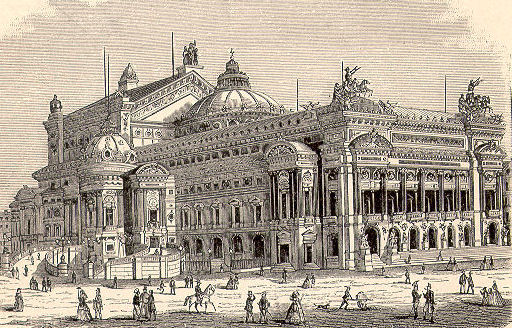
Die Opéra Garnier

Das Zusammentreffen der neuen großen Achsen, Boulevards und Avenues machte die Schaffung von Plätzen entsprechender Dimensionen erforderlich. So bildet die von Davioud geplante Place du Châtelet die Kreuzung der beiden großen Nord-Süd- und Ost-West-Achsen. In anderen Fällen wurden im Rahmen der Haussmann’schen Arbeiten vorhandene Plätze umgebaut, so die Place de l’Étoile, die Place du Château-d’Eau (heute Place de la République) oder die Place de l’Hôtel-de-Ville.

### Die Bahnhöfe
Haussmann ließ 1855 durch François-Alexis Cendrier die Gare de Lyon errichten und 1865 durch Jacques Hittorff die Gare du Nord.

### Monumentalbauten

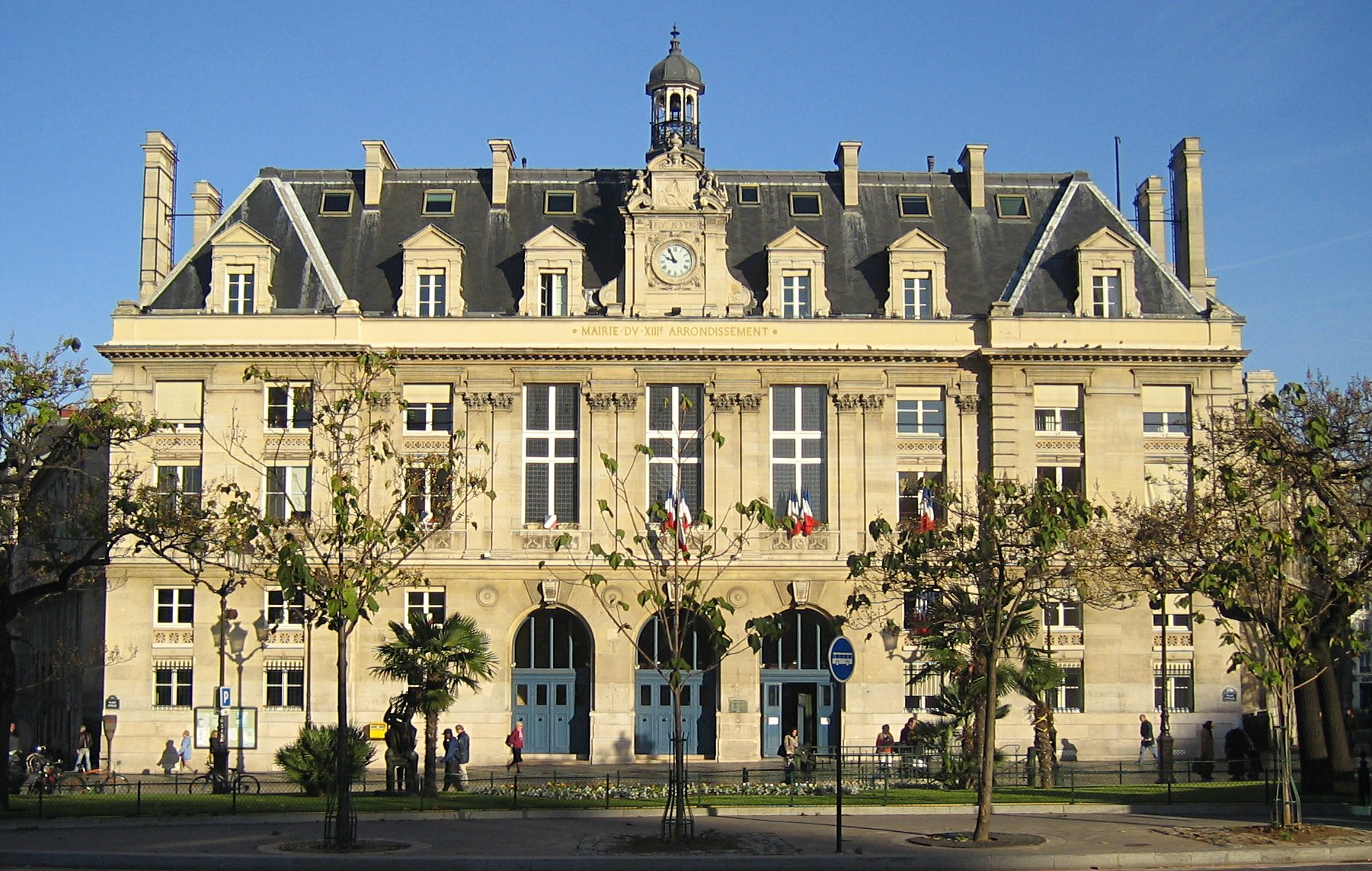
Das Rathaus (mairie) des 13. Arrondissements

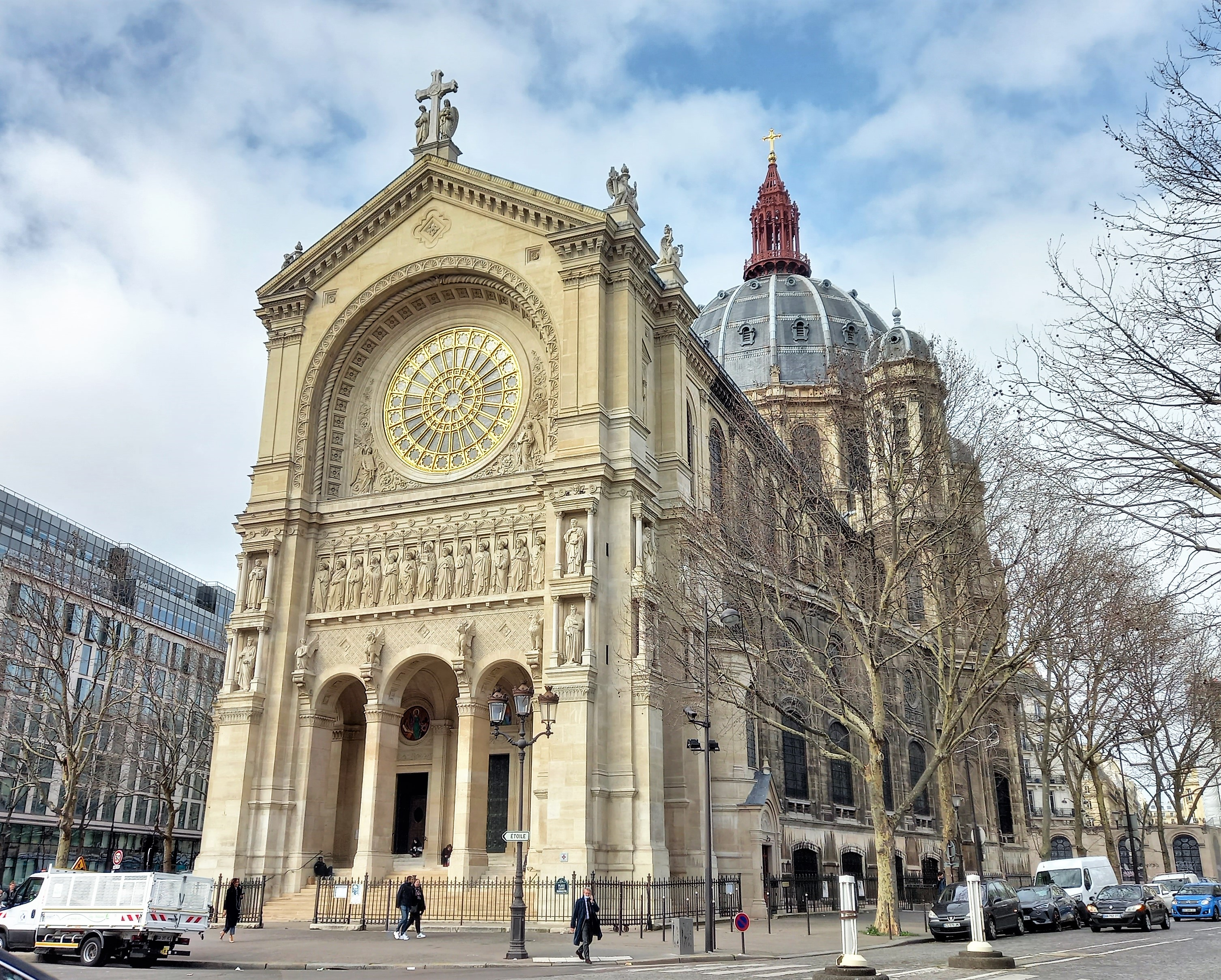
Kirche Saint-Augustin

Napoleon III. und Haussmann verfolgten diverse über die Stadt verteilte Prestige-Projekte. Hierzu gehörten die von Charles Garnier entworfene Opéra Garnier und zwei symmetrische Theater auf der Place du Châtelet von Gabriel Davioud. Die Stadt-Kaserne Hôtel-Dieu wurde Sitz der Polizeipräfektur und das Tribunal de commerce wurde auf der Ile de la Cité errichtet. Jedes der 20 neuen Arrondissements bekam sein Rathaus (mairie).
Napoleon III. und Haussmann legten Wert darauf, dass die Monumentalbauten große Blickachsen erhalten.
Im Bereich des Sakralbaus fiel die Errichtung der Kirche Saint-Eugène (heute Saint-Eugène-Sainte-Cécile), der Kirche Sainte-Trinité, der Kirche Saint-Ambroise und der Kirche Saint-Augustin in die Zeit des Zweiten Kaiserreichs. Saint-Augustin zeichnet sich durch ihr hohes Gewölbe ohne Stützpfeiler aus, was durch die Verwendung von Stahlträgern in der Dachkonstruktion möglich wurde.

### Moderne öffentliche Netze

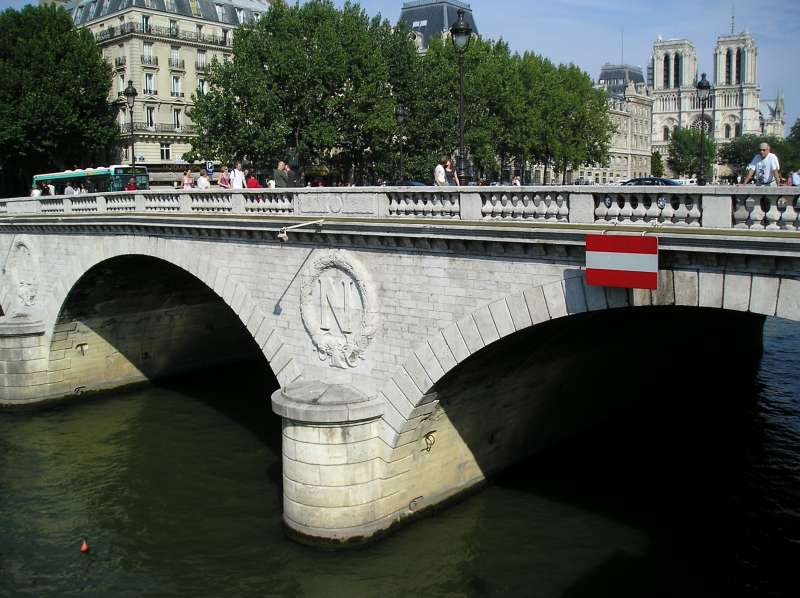
Das «N» für Napoleon III. auf dem Pont Saint-Michel

1852 kam das Pariser Trinkwasser hauptsächlich von der Ourcq. Daneben schöpften Dampfmaschinen Wasser aus der Seine, dessen hygienischer Zustand allerdings schlecht war. Haussmann betraute den Ingenieur Belgrand mit einem neuen Wasserversorgungsnetz, das zwischen 1865 und 1900 zu einer Länge von 600 Kilometern ausgebaut werden sollte. Der erste Versorgungskanal des Netzes, das Aquädukt von Dhuis, brachte Trinkwasser von Château-Thierry nach Paris. Das Wasser, das die Aquädukte nach Paris führten, wurde in der Stadt in Reservoirs gespeichert. Den weltgrößten Trinkwasserspeicher errichtete Belgrand neben dem Park Monsouris, das Réservoir de Monsouris. In ihm wurde Wasser aus der Vanne gespeichert.
Ein zweites Netz führte weiterhin Wasser der Ourq und der Seine heran, das aber nicht als Trinkwasser, sondern für die Straßenreinigung und die Wässerung der Grünanlagen genutzt wurde.
Parallel zur Wasserversorgung wurde die Abwasserentsorgung aufgebaut. Auch im Bereich der Pariser Kanalisation setzte das Zweite Kaiserreich entscheidende Modernisierungsimpulse. Das Gesetz von 1852 verlangte den Anschluss der Wohngebäude an die Kanalisation, soweit in der jeweiligen Straße ein Kanal vorhanden war. Mehr als 340 Kilometer Kanalisation wurden unter der Leitung von Belgrand zwischen 1854 und 1870 gebaut. Das Abwassernetz ist ein Mischsystem. Es führt die Abwässer nicht mehr direkt in Paris in die Seine, sondern ein ganzes Stück flussabwärts in Asnières. Um die Abwässer der linken Seine-Seite dort hinzubringen, wurde unter dem Pont de l’Alma ein umgedrehter Siphon errichtet, mit dem die Abwässer auf die rechte Seine-Seite gebracht wurden.
Die beiden Netze sind, in den folgenden Epochen ausgeweitet und vervollkommnet, bis heute im Einsatz.
Napoleon III. reorganisierte auch die Gasverteilung in Paris. 1850 vergab er eine alleinige Konzession an die Compagnie parisienne du gaz, wobei er die Kontrolle über die Preisgestaltung dem Staat vorbehielt. Der Verbrauch für die Gasbeleuchtung stieg enorm an.
Zur gleichen Zeit betraute Haussmann Davioud mit der Beschaffung von Stadtmöbeln, die vielfach bis heute auf den Bürgersteigen und in den Parks der Stadt zu finden sind.
Zusammen mit der Verbesserung der städtischen Hygiene sollte auch das Problem des Bestattungswesens angegangen werden. Die innerstädtischen Friedhöfe waren voll, dennoch wurde dort weiter beerdigt, und das, obwohl es bereits seit dem Gesetz vom 23. Prairial Jahr XII verboten war. 1863 schlug Haussmann vor, alle innerstädtischen Friedhöfe zu schließen, eine große Nekropole in dem per Bahn angebundenen Méry-sur-Oise zu errichten und die Leichname umzubetten. Das Vorbild hierfür liefert wiederum London mit dem Brookwood Cemetery. In der öffentlichen Meinung bildete sich Widerstand gegen das Projekt, das daher nicht umgesetzt wurde.

### Die Grünflächen
Paris hatte sich immer innerhalb seiner Stadtmauern entwickelt, die die Stadt trotz ihrer Erweiterungen einschnürten. Grünflächen waren deshalb rar.
Angetan von den Londoner Parks betraute Napoleon III. den Ingenieur Adolphe Alphand mit der Anlegung mehrerer Parks und Wälder (bois). Der Bois de Boulogne und der Bois de Vincennes grenzen im Westen und Osten an die Stadt. Innerhalb des Thiers’schen Festungsrings bieten der Parc des Buttes-Chaumont und der Parc Montsouris den Einwohnern, die von diesen Wäldern weiter weg wohnen, die Möglichkeit zu Spaziergängen, ebenso der Parc Monceau, vormals Grundbesitz der Familie d’Orléans. Dieser Park wurde allerdings zum Teil parzelliert und bebaut. Neben den Parks als großen Grünflächen wurden für die Viertel jeweils kleine Squares angelegt, kleine wohnungsnahe Grünflächen, von denen es ungefähr 80 für die 80 Pariser Viertel gibt. Ziel war es, dass jeder Pariser eine solche Grünfläche in weniger als zehn Minuten Fußmarsch von seiner Wohnung erreichen konnte. Außerdem wurden die Avenuen mit ca. 80.000 Bäumen bepflanzt.

### Bilanz
Louis Lazare gibt an, dass durch die Haussmann’schen Arbeiten 57 Straßen und Gassen verschwanden, 2.227 Häuser abgerissen wurden und über 25.000 Einwohner, fast alle Arbeiter mit ihren Familien, gezwungen waren, das Stadtzentrum zu verlassen und in die äußeren Arrondissements zu ziehen. Die verdrängte Bevölkerung zog überwiegend in die der Zollmauer benachbarten Viertel, insbesondere in die Viertel Temple, Saint-Antoine und Saint-Marceau, aber auch in die Banlieue, vor allem in die Gemeinden Belleville, Ménilmontant, Charonne, Ternes, Montrouge, Vaugirard und Grenelle.

## Kritik an der Stadtentwicklung Napoleons III. und der Abgang Haussmanns
Handwerker und Architekten, namentlich Charles Garnier, beklagten eine erdrückende Monotonie im Haussmann’schen Städtebau, Politiker und Schriftsteller prangerten die Spekulationen und die Korruption an, so beispielsweise Émile Zola in La Curée. Andere bezichtigten Haussmann fälschlicherweise auch der persönlichen Bereicherung. In vielen Fällen hat die Kritik allerdings auch berechtigte Gründe.

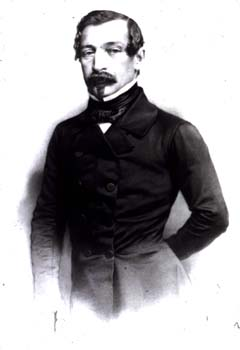
Napoleon III.

Zeitgenossen bezichtigten Napoleon III., unter dem Deckmantel von sozialen und hygienischen Maßnahmen im Wesentlichen die Möglichkeiten der Kontrolle und Repression ausweiten zu wollen. Demnach wäre das Hauptziel der breiten Straßen die Erleichterung von Truppenbewegungen gewesen und die gerade Straßenführung hätte dem Einsatz von Kanonen gegen aufrührerische Massen und ihre eventuellen Barrikaden dienen sollen.
Allerdings zeigt das Ausmaß der Arbeiten, dass sich die Ziele Napoleons III. zumindest nicht auf Aspekte der öffentlichen Ordnung beschränkt haben können. Jenseits der Straßendurchbrüche, die den augenscheinlichsten Aspekt der Arbeiten darstellen, brachte die Transformation Verbesserungen für den alltäglichen Verkehr, für die Versorgung mit Nahrungsmitteln, die Entsorgung von Abfällen, den Handel und den Transport von Baumaterial. Die Modernisierung der hygienischen Verhältnisse, der Aufbau eines unterirdischen Versorgungsnetzes, einer großstädtischen, effizienten Bebauung, die Harmonisierung und Herstellung einer repräsentativen Architektur entlang der neuen Straßen waren weitere Aspekte. Zugleich ist es zutreffend, dass Napoleon III. Wert darauf legte, eine strikte öffentliche Ordnung zu etablieren. Haussmann erklärte auch explizit beim Conseil de Paris, dass die Straßendurchbrüche die Wahrung der öffentlichen Ordnung erleichtern würden.
Für die Polizei war Haussmann nicht zuständig, wenngleich ihm Aufgaben zugeschlagen wurden, die vormals beim Polizeipräfekten ressortiert hatten, wie die Beleuchtung und Straßenreinigung.
Trotz der sozialen Ideale Napoleons III., die mindestens zum Teil die Wurzel für die Transformation von Paris bildeten, beklagten zahlreiche Zeitgenossen die demographischen Wirkungen der Haussmann’schen Arbeiten.
So schätzte Louis Lazare, zur Zeit Rambuteaus Autor eines Lexikons der Pariser Straßen, 1861 in der Revue municipale, dass die Haussmann’schen Arbeiten zu einem übermäßigen Bevölkerungswachstum führten, indem sie eine arme Bevölkerung anzögen. Tatsächlich verzögerte Haussmann selbst bestimmte Maßnahmen, um einen zu starken Zustrom von Arbeitern nach Paris zu verlangsamen.
Von anderer Seite fokussiert sich die Kritik bereits in den 1850er Jahren auf die Effekte der Haussmann’schen Arbeiten auf die Pariser Sozialstruktur. Vereinfacht konnte man für die vorhaussmannsche Zeit sagen, dass alle sozialen Schichten oft unter einem Dach wohnten: Wirtschaftsbürgertum im zweiten Stock, Beamte und Angestellte im dritten und vierten, kleine Angestellte im fünften, Hausangestellte, Studenten und Arme unter den Dachschrägen, auch wenn dieses Schema je nach Viertel in die eine oder andere Richtung zu nuancieren wäre. Jedenfalls verschwand dieses Zusammenwohnen nach den Haussmann’schen Arbeiten in großen Teilen: Die Renovierungen und Neubauten im Zentrum führten zu einer Erhöhung der Mieten, die ärmere Familien zwangen, in die äußeren Arrondissements auszuweichen. Entsprechend entwickelten sich die Bevölkerungszahlen.
Während im Westen der Stadt, im 16. und 17. Arrondissement, zahlreiche Avenuen wie rund um die Place de l’Étoile geschaffen wurden, fand ein vergleichbarer Umbau im Osten nicht statt. Die ärmere Bevölkerung konzentrierte sich in der Folge in den von der Transformation weniger berührten Vierteln.
Um auch für die Arbeiterschichten im Osten der Stadt Verbesserungen zu schaffen, betrieb Haussmann das Projekt der Einrichtung des Bois de Vincennes nach dem Vorbild des Bois de Boulogne im Westen.
Die so entstandene soziale und wirtschaftliche Verteilung zeigt sich in Paris bis heute: im Zentrum und im Westen Büros und bürgerliche Viertel, im Osten und in der Peripherie ärmere Bevölkerungsschichten und Industrie, was nicht zuletzt auch mit der Hauptwindrichtung zusammenhing, die die Luftverschmutzung in den Osten blies.

### Die Krise des Finanzierungssystems
Am Ende der 1860er Jahre funktionierte das Finanzierungssystem der Haussmann’schen Arbeiten nicht mehr. Die Eingemeindung der Vororte 1860 hatte viel Geld gekostet, die Arbeiten in den Vororten waren umfangreicher als im Zentrum, das ursprünglich vorgesehene Finanzvolumen reichte nicht. Die nun moderatere Regierungslinie erschwerte Enteignungen, Conseil d’État und Cour de cassation intervenierten zugunsten von Eigentümern.
Mit einer Serie von Zeitungsartikeln unter dem Titel Les Comptes fantastiques d'Haussmann macht sich Jules Ferry einen Namen. Er beklagt die übertriebene Ambition der jüngeren Teilprojekte und ihre unsichere Finanzierung, die sich tatsächlich der Kontrolle des Parlaments entzieht.
Wenige Monate vor dem Ende des Zweiten Kaiserreichs wird Haussmann schließlich Anfang 1870 seines Amtes enthoben.

### Die Haussmann’sche Ästhetik: Häuserfassaden wie eine Wand („Rue-mur“)

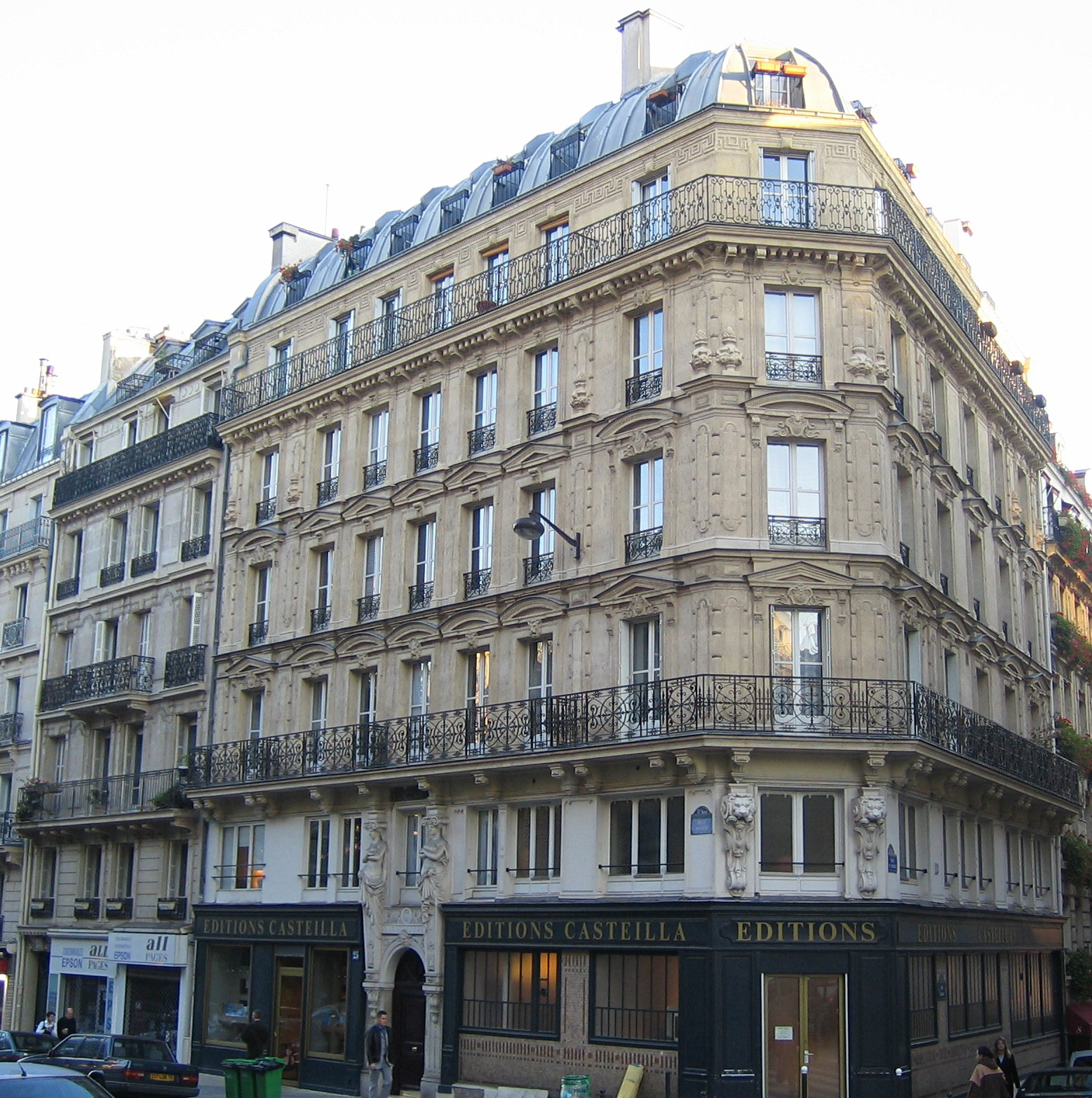
Rue Monge: die drei Ebenen der klassischen Haussmann’schen Fassade

Der „Haussmannismus“ gab sich nicht damit zufrieden, Straßen mit Infrastruktur herzustellen, er machte auch ästhetische Vorgaben für die privaten Wohngebäude und verfolgte insbesondere das Ziel einer einheitlichen Straßenfront der Häuser, die zwar individuell, aber auch zueinander passend sein und sich in den Proportionen an der Straßenbreite orientieren sollten.
Die Fassaden hatten dominierende horizontale Linien, die oft von den Nachbargebäuden fortgeführt wurden in Form von Balkonen und Gesimsen ohne nennenswert über die Fluchtlinie hervorstehende oder zurückgesetzte Bauteile. Das Modell der Rue du Rivoli wurde bei allen neuen Straßen wiederholt und führte zu einer gewissen Uniformität mancher Viertel. Selbst wenn Haussmann strikte Regeln vorsah, genehmigte er gewisse Variationen, die die Viertel und die finanziellen Möglichkeiten berücksichtigten. Die Wohngebäude lassen sich aufgrund dessen in drei Kategorien einteilen, die den sozio-ökonomischen Status der Bewohner widerspiegelten:
- Die Wohngebäude der ersten Kategorie hatten über dem Erdgeschoss vier Etagen mit hohen Decken. Eine Diensttreppe führte zu den Zimmern der Hausangestellten (chambres de bonnes) in der fünften Etage. Zu den Appartements führte eine reich verzierte Haupttreppe. In den Innenhöfen befanden sich Pferdeställe und Remisen. Häufig war die Fassade ebenfalls reich verziert.
- Die Wohngebäude der zweiten Kategorie umfassten fünf Etagen und eine Diensttreppe zur sechsten Etage. Ihre Fassadengestaltung war schlicht.
- Die Wohngebäude der dritten Kategorie hatten fünf Etagen und keine Diensttreppe. Die Fassaden hatten oft weder Balkone noch Verzierungen.

Für die Fassaden ermöglichten die technischen Fortschritte beim Schneiden und Transportieren von Steinen die Verwendung von gleichmäßig rechtwinklig geschnittenen Steinen (pierre de taille) in Wandstärke anstelle einer nur dekorativen Verwendung von relativ dünnen Vorsatzsteinen. Die Straßenzüge hatten dadurch einen monumentalen Effekt, Dekoration wurde als weitgehend überflüssig empfunden. Dekorative Skulpturen kamen erst gegen Ende des Jahrhunderts wieder vermehrt auf.

### Nach Haussmann

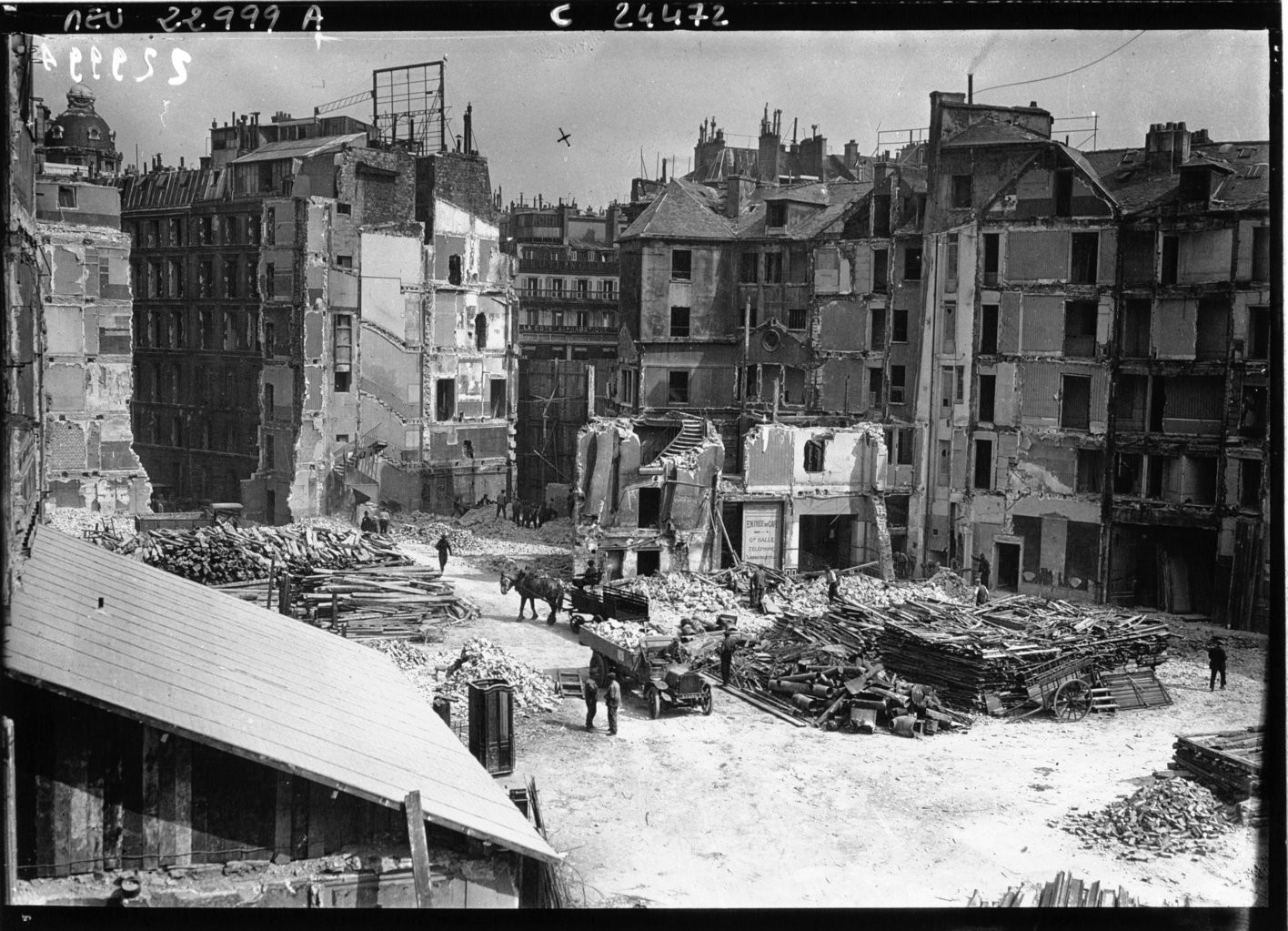
Vollendung des Durchbruchs des Boulevard Haussmann 1925

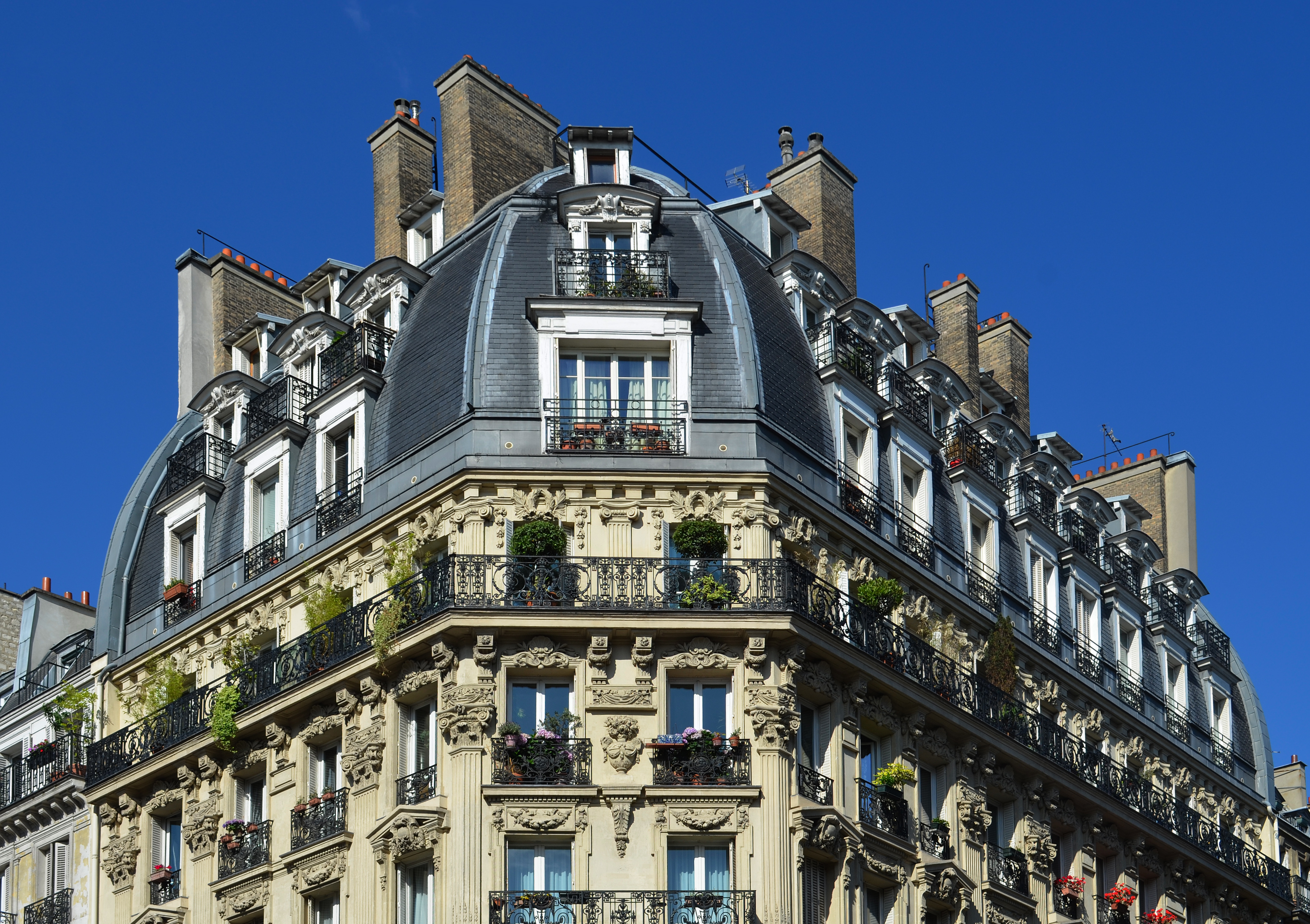
Immeuble der Nach-Haussmann-Zeit (Rue de Rennes 72, Paris)

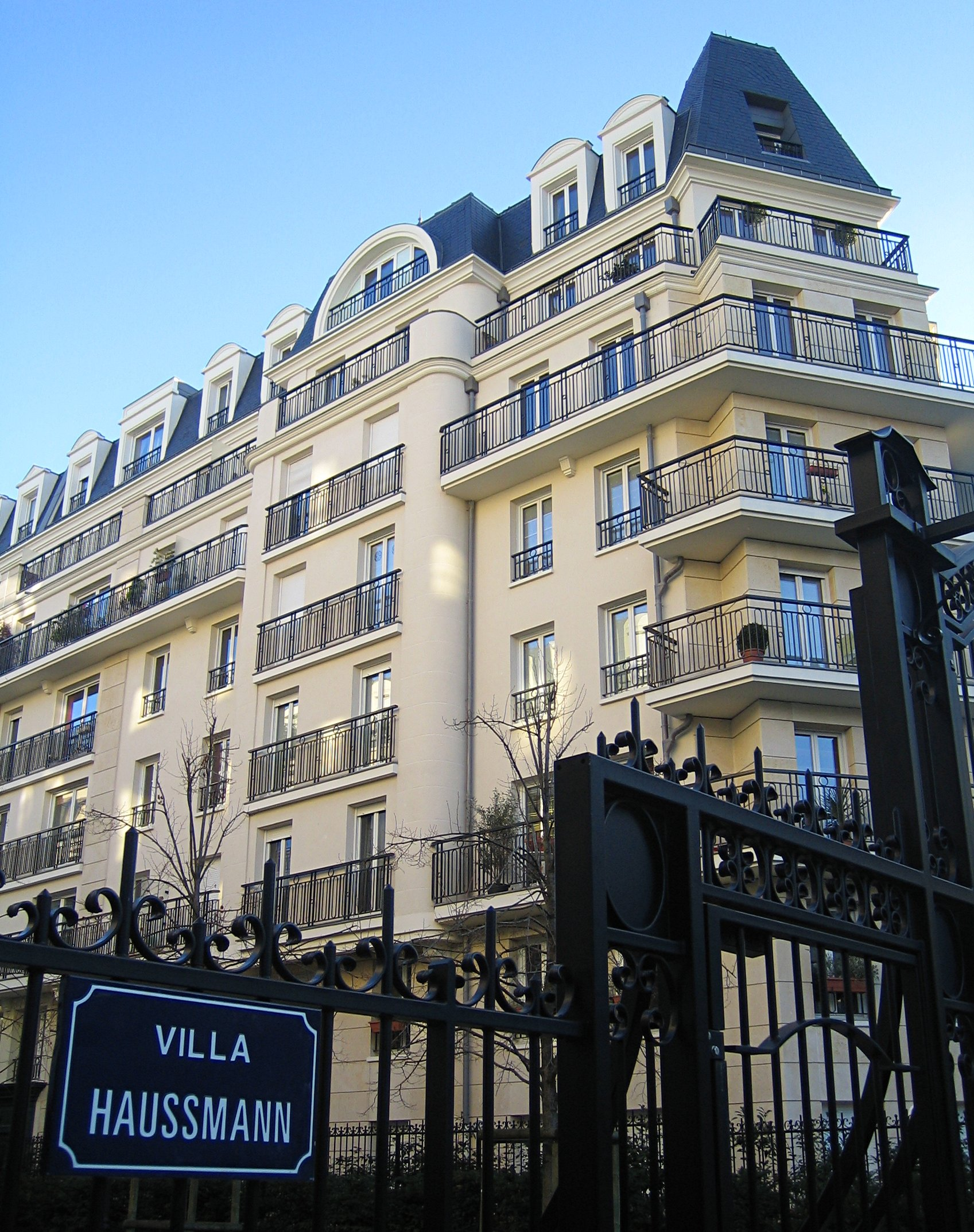
Villa Haussmann in Issy-les-Moulineaux

Das Zweite Kaiserreich hat das Pariser Stadtbild derart stark geprägt, dass alle späteren architektonischen Strömungen, sei es durch Anpassung, sei es durch Ablehnung, sei es durch Übernahme von Einzelelementen sich darauf beziehen müssen.
Das Ende des strengen Haussmannismus bilden die Reglements von 1882 und 1884, die Vorsprünge und erste Eigenheiten auf der Dachetage gestatten, die sich nach dem Reglement von 1902 bedeutend entwickeln. In der Dritten Republik bleibt die Pariser Architektur noch lange „nach-haussmannisch“, legt lediglich die Strenge ab, aber behält das Konzept der Aneinanderreihung der Straßenzüge, der Häuserblocks und der Wohngebäude bei.
Nach dem Zweiten Weltkrieg, ein Jahrhundert nach Napoleon III. hingegen, führten neue Bedürfnisse des Wohnens und die neue politische Ordnung der gaullistischen Fünften Republik in eine neue Ära der Pariser Stadtentwicklung, die das Haussmann’sche Erbe fast vollständig zugunsten der Ideen Le Corbusiers über Bord warf: die Bebauung auf der Fluchtlinie, die Größenbeschränkung, den multifunktional-undifferenzierten und damit ganz den Autos verfügbar gemachten Straßenraum, von dem nun Bürgersteige abgetrennt wurden. Dieses neue Modell wurde seinerseits aber bereits in den 1970er Jahren wieder in Frage gestellt, was mit einer Rückkehr zum Haussmann’schen Erbe einherging: Neben der Rückkehr zur multifunktionalen Straße wurde für die Wohngebäude wieder eine Größenbeschränkung eingeführt, und in manchen Vierteln versuchte man die architektonische Homogenität der Wohnblocks des Zweiten Kaiserreichs wiederherzustellen.